# Neubukow
Neubukow là một đô thị ở huyện Bad Doberan, bang Mecklenburg-Western Pomerania, Đức. Neubukow có cự ly 18 km về phía tây nam của Bad Doberan, và 21 km về phía đông bắc của Wismar. Nhà khảo cổ Heinrich Schliemann sinh ra ở Neubukow.